# Spring house

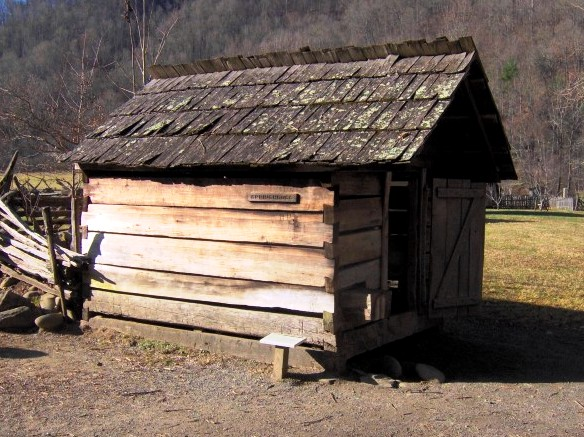
Une spring house exposée au Mountain Farm Museum, en Caroline du Nord.

Une spring house – ou springhouse – est un édicule construit autour et au-dessus d'une source. Elle assure la propreté de l'eau qui en jaillit en la protégeant des feuilles qui tombent et des animaux qui pourraient chercher à venir s'y abreuver.
Si la source n'est pas une source chaude, la construction peut aussi faire office de glacière en permettant la réfrigération de l'air confiné à l'intérieur par la température basse du liquide qui sort de terre. Elle sert alors souvent de garde-manger pour la conservation des aliments.
Aux États-Unis, où ces constructions sont demeurées courantes dans les sites isolés, certaines sont inscrites au Registre national des lieux historiques. C'est le cas de la Soda Springs Cabin, une cabane qui enclôt les Soda Springs, dans le comté de Tuolumne et le parc national de Yosemite, en Californie.